# Kupiškis
Kupiškis är en stad i Panevėžys län i Litauen. Staden har 6 821 invånare år 2015.

## Sport
- FC Kupiškis

## Vänorter
- Kežmarok, Slovakien[2]